# Высоцкая, Надежда Фёдоровна
Наде́жда Фёдоровна Высо́цкая (бел. Надзея Фёдараўна Высоцкая; род. 25 июля 1943, Курган) — белорусский искусствовед, доктор искусствоведения, профессор кафедры этнологии, музеологии и истории искусств Белорусского государственного университета, лауреатка Государственной премии Республики Беларусь в области гуманитарных и социальных наук (1996).

## Биография
Надежда Фёдоровна Высоцкая родилась 25 июля 1943 года в городе Кургане Курганской области РСФСР. Вскоре после освобождения города Смоленска переехала туда вместе с матерью.
С 1960 года работала учителем труда и рисования в средней школе № 7 города Смоленска.
Свой трудовой путь в Национальном художественном музее Республики Беларусь она начала в 1964 году в должности научного сотрудника, а в 1980 году, когда в музее был создан отдел древнебелорусского искусства, Надежда Федоровна возглавила его. В 1960-е годы по заданию Совета министров, она объездила Белорусскую ССР, собирая и спасая от уничтожения брошенные, беспризорные иконы, церковную утварь и передавала их музейному фонду БССР. За время работы в музее под руководством Надежды Высоцкой было проведено 70 научных экспедиций по выявлению памятников искусства Беларуси, в музейные фонды поступило около двух тысяч экспонатов XV—XX вв., а так же было организовано более 60 выставок искусства в Белоруссии, России и странах западной Европы.
В 1971 году окончила Институт живописи, скульптуры и архитектуры имени И. Е. Репина, а в 1976 году — аспирантуру при нём. В 1976 году Н. Ф. Высоцкая защитила кандидатскую диссертацию «Станковая живопись Белоруссии второй половины XVI—XVIII веков», а в 1994 году — докторскую диссертацию.

## Научная и педагогическая деятельность
С 1992 года работает на историческом факультете Белорусского государственного университета. С 1998 года — профессор кафедры этнологии, музеологии и истории искусств Белорусского государственного университета
Как учёный, Надежда Фёдоровна имеет широкий круг интересов, однако наибольший интерес составляет история искусства Белоруссии, она проводит огромную работу по исследованию и систематизации произведений белорусского искусства. Об активной научно-исследовательской деятельности свидетельствует огромное количество работ — Надежда Фёдоровна автор более 500 научных каталогов, монографий, брошюр, статей, программ и методических рекомендаций.
Значимость и новизну её научным трудам придаёт использование богатейшего накопленного материала, в том числе в результате экспедиционных поездок по культовым памятникам Белоруссии. Результаты научных исследований Надежды Фёдоровны Высоцкой неоднократно представлялись на международных и республиканских конференциях как в Белоруссии, так и за рубежом.
Помимо этого, Надежда Фёдоровна обладает многолетним опытом в педагогической деятельности. Она разработала авторские спецкурсы по проблемам источниковедения всеобщей истории искусств, вопросам православной и католической иконографии, агиографии, атрибуции, экспертизе и оценке памятников XII-XVIII вв. Под её чутким руководством было подготовлено 8 кандидатских диссертаций, проведена экспертиза 2 докторских работ. Многие из её учеников сейчас ведут активную деятельность в музеях и вузах Белоруссии.

## Общественная деятельность
Высоцкая Надежда Фёдоровна активно борется за популяризацию белорусской культуры у населения. С 2005 года она ведёт авторскую программу по искусству Белоруссии на канале «культура» Белтелерадиокомпании, так же являлась автором и ведущей проекта «Лицей» на Белорусском радио а 2007—2009 гг. Помимо этого Надежда Высоцкая выступала более чем на 500 научных конференциях с 1968 года (Москва, Ленинград, Париж, Варшава, Краков, Загорск, Минск, Несвиж, Киев, Барселона и др.), читала лекции в Минске (БАМ, БПИ, БГУ, ЕГУ), Оксфордском, Сарагосском, Барселонском университетах, а также выступала по телевидению Белоруссии, Польши, России (с 1968).
Являясь троюродной тёткой Владимира Семёновича Высоцкого, создаёт его музей в д. Велешино-1 Минской области.

### Участие в советах
В данном списке представлены только наиболее значимые союзы
- Почетный член Ученого совета музея Украинского искусства (Киев) (с 2003 г.)
- Член Ученого совета ИИЭФ НАНБ (1994)
- Член Докторского совета НАНБ (1994—2005)
- Член ВАК РБ (с 1994); зам.председателя экспертного совета ВАК РБ (с 2001)
- Зам. председателя республиканского реставрационного совета (с 1991)
- Зам. председателя республиканской комиссии «Таможня» (с 2002)
- Зам. председателя республиканского комиссии «Вяртанне» (с 1992)
- Член президиума БФК (1980—2008)
- Член Белорусского республиканского научно-методического совета по вопросам художественного наследия при Министерстве культуры РБ, утвержден СМ РБ (с 1998)
- Член Государственной польско-белорусской комиссии по вопросам художественного наследия (с 1998)
- Член Государственной экспертной комиссии МК РБ (1994—2001)
- Член Секции критиков Союза художников СССР (1978—1991), Республики Беларусь (с 1991); секретарь ревизионной комиссии СХ РБ (2004—2008)
- Член общества Беларусь — Испания
- Член Белорусского общества оценщиков (с 2000)

## Награды
- Государственная премия Республики Беларусь в области гуманитарных и социальных наук 1996 год, за высокие достижения в исследованиях культуры[9]
- Медаль «Ветеран труда», 1988 год[8]
- Памятный знак к 2000 христианства (№ 227)
- Нагрудный знак Министерства культуры Республики Беларусь «За значны асабісты ўклад у развіццё беларускай культуры» № 177, 1999 год
- Нагрудный знак Министерства культуры Республики Беларусь «За ўклад у развіццё культуры Беларусi» № 112, 2003. (подписан президентом)
- Почётная грамота ЦК КПСС, 1987 год.
- Почётная грамота Министерства культуры СССР, 1979 год
- Почётные грамоты Министерства культуры Белорусской ССР, 1977 год и 1979 год
- Почётная грамота Министерства культуры Республики Польша, 2005 год
- Почётная грамота «Бацькаўшчына» (за консультации по созданию креста Е. Полоцкой), 1997 год
- Грамота Белорусского добровольного общества охраны памятников истории и искусства, 1981 год (Н. Л. Снежкова)
- Дипломы ВДНХ СССР и Республики Беларусь за книги 1980 год, 1983 год, 1984 год, 1992 год, 2003 год

## Семья
Род Высоцких происходит из города Белостока. У Хомки Высоцкого было четверо детей: сыновья Шлиом, Сидор, Павел и дочь Мария. Шлиом — прадед Владимира Семёновича Высоцкого, Сидор — отец Анны, матери Надежды Высоцкой.
Муж- Геннадий Михайлович Голубович (бел. Генадзь Міхайлавіч Галубовіч) (1934—1992), главный художник издательства «Беларусь». 
Дочь - Голубович Александра Геннадьевна. Кандидат искусствоведения. Специалист по советскому плакату.
Внучка - Жозвицкая Мария Фредериковна.